# Amicale sportive bortoise
Maillots
L'Amicale sportive bortoise est un club français de rugby à XV fondé en 1904 et basé à Bort-les-Orgues située dans le département de la Corrèze en région Nouvelle-Aquitaine.
Le club a notamment remporté le championnat de France de deuxième division en 1930.
Le club évolue en Régionale 1 (8e division) pour la saison 2022-2023.

## Historique
Jean-Baptiste Brun crée l'Amicale sportive bortoise en 1904. Jean-Baptiste Brun fait des études d’ingénieur chimiste à l’École de Tannerie de Lyon. C’est l’époque, où ce nouveau jeu de rugby arrive d’Angleterre, via Le Havre puis Paris, et « redescend » vers les grandes villes de France, dont Lyon, où Jean-Baptiste Brun le découvre. Son diplôme d’ingénieur en poche, il réintègre l’entreprise familiale à Bort et fait connaître ce sport à ses amis cyclistes. En 1904, il crée, avec eux, une association qui porte, à juste titre, le terme « Amicale », conformément à la loi du 1er juillet 1901, l’Amicale sportive bortoise, dont les couleurs seront celles de la ville : Bleu et Blanc. Jouant d’abord entre eux, nos jeunes Bortois se mesurent très vite aux équipes d’alentour qui se créent et organisent les premières rencontres avec les villes avoisinantes.
Après la Première Guerre mondiale, la venue de jeunes instituteurs qui ont déjà pratiqué le rugby, va faire progresser l’équipe et ce d’autant qu’ils participent activement aux entraînements. De plus, le jour du sport scolaire, ils emmènent les enfants au stade et les initient au rugby. Durant cette croissance du club, il fallut se structurer : un trésorier est désigné (Joseph Andrieux) pour gérer les maigres recettes au stade et un secrétaire est nommé (Louis Fialeix, pionnier de l’équipe) pour ordonner les rencontres et rédiger les licences entre autres choses. 
Le 12 juillet 1926, sous l’impulsion du nouveau maire, élu en 1925 (qui n’était autre que le fondateur du club, Jean-Baptiste Brun) que fut acheté le Pré Mongeal. Il fut ensuite aménagé en véritable stade avec une piste d’athlétisme en cendrée, 2 courts de tennis en terre battue, des jeux de boules, des tribunes et des vestiaires ainsi qu’un logement pour le gardien. 
À la fin des travaux, en 1932, l’équipe ne cesse de progresser. Les Tanneries de Bort, s’étant développées, sont devenues le principal employeur et sponsor du club. Les joueurs, sous le nom « Les Tanneurs », deviennent très vite une formation redoutée dans la région puis dans la France entière. Évoluant d’abord dans le Comité d’Auvergne jusqu’en 1926, elle glane les titres de champion du Comité, avant de passer au Limousin en 1927 où là encore elle s’impose et va partir à la conquête des titres nationaux.
Le club est ainsi champion de France de deuxième division en 1930.
Dans les années 1930, il alterne entre la première et la deuxième division. L’A.S.B. reviendra au Comité d’Auvergne en 1938, où elle est encore. 
En 1939, l'AS Bort termine premier de sa poule ce qui lui permet de se retrouver dans l'élite élargie à 95 clubs à la reprise en 1943.
Le retour en première division est difficile.
Le club échoue à se qualifier malgré une victoire sur le terrain du Stade toulousain en 1944.
La saison suivante, le club est relégué en Honneur.
La première école de rugby fut ouverte par Fernand Celerier en 1940. Les tournois de fin de saison n’étaient pas encore d’actualité. La seule récompense était au bout de 8 mois de travail la double confrontation face à l’Association sportive montferrandaise.
Le club retrouve la première division, l’élite du rugby français en 1948 et réussit à se maintenir jusqu'en 1953.
Le 11 mai 1961, le premier challenge Jean-Baptiste Brun voyait le jour, organisé par l’A.S.B. et les tanneries. L’appellation fut proposée par André Lhopitault et validée par le club en hommage à son fondateur. Pour cette première édition ouverte aux clubs d’Auvergne et Limousin, 470 jeunes répondent à l’appel des organisateurs. Le challenge Jean-Baptiste Brun était un des seuls tournois de ce genre à l’époque organisé en France. Le règlement élaboré par André Lhopitault sera quelques années plus tard adopté sur le plan national par la Fédération française de rugby et copié par de nombreux clubs pour son modèle d’organisation. Le premier challenge est enlevé par l'Association sportive montferrandaise. La première victoire bortoise arrive en 1967 devant Aurillac et Limoges.

## Palmarès

### Détail du palmarès
- Championnat de France de 2e division :
  - Champion (1) : 1930

### Finales disputées
| Date        | Vainqueur | Score | Finaliste       |
| ----------- | --------- | ----- | --------------- |
| 4 juin 1930 | AS Bort   | 5 - 0 | FC Saint-Claude |

## Personnalités du club

### Joueurs emblématiques

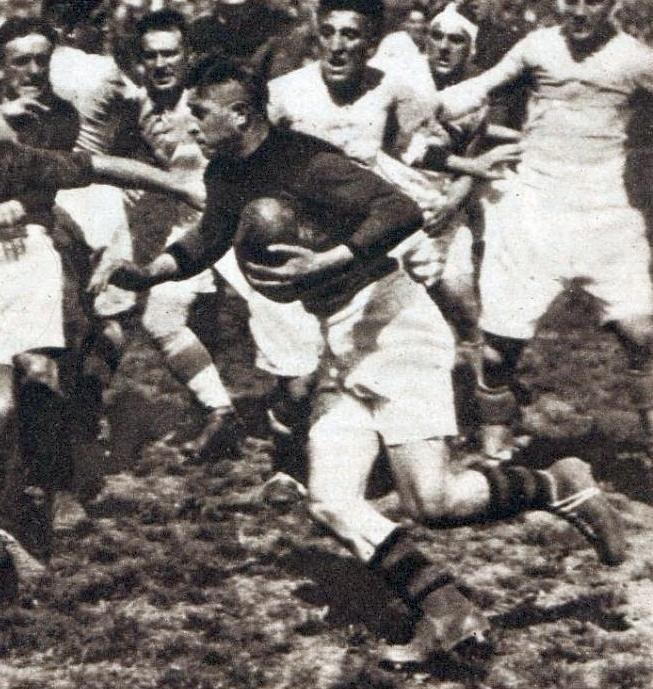
François Lombard.

- Auguste Jarasse : International (1 sélection)
- Amédée Domenech : International (52 sélections)
- François Lombard : International (2 sélections)
- Noël Baudry : International (5 sélections)
- Seta Tuilevuka : International (1 sélection)

### Présidents
- 1904-1944 : Jean-Baptiste Brun
- 1944-1946 : Jean Lavialle et Pierre Martinel
- 1946-1964 : Gustave Brun
- 1964-1994 : René Brun
- 1994-1996 : Christian Tazé
- 1996-1998 : Michel Chalet
- 1998-2004 : Gérard Roque
- 2004-2014 : Serge Morello
- 2014- : Philippe Audebert